# Аджр
Аджр (араб. أجر‎ —  вознаграждение за выполненное дело‎) — в исламском богословии: блага, которые Аллах даёт как в земной жизни, так и в загробном мире, своим богобоязненным рабам; в исламском праве: вознаграждение за право пользования какой-либо вещью или выполнение услуг.

## Богословие
В исламском богословии аджром называют блага (необязательно материальные), которые Аллах даёт как в земной (дунья), так и в следующей жизни (ахират), своим богобоязненным рабам. Аджр даётся взамен на молитвы, посты, праведное поведение, терпение, расходование материальных средств на пути Аллаха, за ведение джихада и так далее.
Об аджре упоминается в нескольких аятах Корана:
- «Я не прошу у вас вознаграждения (аджрин) за следование новой религии. Вознаградит (аджрия) меня лишь Господь [обитателей] миров»[2];
- «…потом Мы обратим его в нижайшее из низших [состояние], за исключением тех, которые уверовали и вершили добрые дела. Им уготовано неиссякаемое вознаграждение (аджрун)»[3];
- «Вознаграждение (ва-ля-аджру) же в будущей жизни лучше для тех, которые уверовали и богобоязненны»[4].

## Фикх
В исламском праве термин аджр (иджар, иджара) используется в отношении договора найма. Наниматель (арендатор) называется муджиром, аджиром или мукарием. Наймодатель (арендодатель) называется мустаджиром, вещь или услуга — маджур, а вознаграждение — уджра (если она зафиксирована в договоре) или уджра мусамма (если оно должно быть определено судьей).
Иджара — это договор, по которому одно лицо отдаёт право пользования какой-либо вещи или выполняет услугу в обмен на оплату. Выделяют два основных типа иджары: прокат вещей (иджара аль-а’ян) и наём на осуществление услуг (иджара аль-а’маль). Для найма не обязательно, чтобы стороны достигли совершеннолетия; достаточно, чтобы они должны были свободными людьми (акиль) и в здравом уме (мумаййиз). Не обязательно, чтобы арендодатель (вещей) был их владельцем; достаточно того, чтобы он обладал правом распоряжаться ими (тасарруф).